# سیکلاوین
سیکلاوین (به اسپانیایی: Ceclavín) یک دهستان‌های اسپانیا و دهستان و شهرک در اسپانیا است که در استان کاسرس واقع شده‌است. سیکلاوین ۱۵۹ کیلومتر مربع مساحت دارد ۳۲۲ متر بالاتر از سطح دریا واقع شده‌است.